# آنری باربوس
هانری باربوس (به فرانسوی: Henri Barbusse) یک نویسنده و فعال کمونیست اهل فرانسه بود.

## آثار
- ۱۸۹۵ - عزاداران؛ ترجمه انگلیسی: عزاداران اجیرشده (شعر)
- ۱۹۰۳ - دعاکنندگان؛ ترجمه انگلیسی: داعیان (رمان منثور)
- ۱۹۰۸ - جهنم؛ (رمان)
- ۱۹۱۲ - میسونیر؛ (زندگینامه)
- ۱۹۱۶ - آتش؛ ترجمه انگلیسی: زیر آتش (رمان)
- ۱۹۲۱ - چاقویی میان دندان‌هایم؛ (رمان)
- ۱۹۲۱ - بعضی از گوشه‌های قلب (قطعات منثور با ۲۴ نقش روی چوب توسط فرانس ماسریل)
- ۱۹۲۳ - کارگر اسپرانیست؛ (مقاله مجله)
- ۱۹۳۰ -مانیفستی برای روشنفکران؛ ترجمه انگلیسی: ارتفاعات (رمان)
- ۱۹۳۶ - استالین: دنیای جدیدی که از طریق یک مرد دیده می‌شود (بیوگرافی)